# Hans Staden

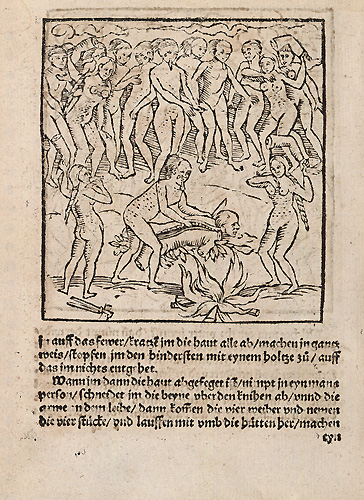
Gravat original de la Warhaftige Historia

Hans Staden (1525-1579) fou un soldat i mariner alemany. En la seva famosa autobiografia conta les penúries que va patir en ser segrestat per una tribu canibal al Nou Món.

## Biografia
Hans es va embarcar cap al Brasil a l'any de 1547, i en 1549 va realitzar un segon viatge, arribant a Sant Vicent, una de les dues capitanies existents en aquesta colònia. Hans
fou sempre contractat com artiller i va ser defensant el Fort San Felipe quan els Tupinambá el van capturar. Va conviure amb els indis durant 9 mesos i mig, i després, el navili francès "Catherine de Vetteville", el va dur de tornada a Alemanya.

### Primer Viatge
En el seu primer viatge Staden es va dirigir a Portugal on s'allistà en un vaixell que es dirigia a la Capitania de Pernambuco. El vaixell tenia diversos objectius com recollir el pal-brasil (flor molt preuada per fer tints), combatre qualsevol navili francès que volgués comerciar amb els nadius, com també portar colons.
El vaixell arribar a les costes de Brasil el gener 28, 1548. El governador de Pernambuco, Duarte Da Costa s'enfrontava a una rebel·lió d'indígenes i va demanar ajuda al capità del vaixell. Staden amb els seus companys van anar fins Iguarazú defensada amb uns 120 homes als quals s'uniren uns quaranta membres de la tripulació. Es van enfrontar a uns 8000 indígenes que van realitzar un setge al poblat. Tot i la manca de provisions pel setge i la diferència numèrica, els europeus van aconseguir vèncer i controlar la rebel·lió. Uns mesos més tard el vaixell de Staden s'enfronta a un vaixell francès, per després retornar a Portugal on atraquen el 8 d'octubre.

### Segon Viatge
En 1549, Staden es va dirigir a Sevilla Espanya i s'allistà en un vaixell rumb al Riu de la Plata. La nau va acabar naufragant a les costes de l'actual estat brasiler de Santa Catarina. Els nàufrags van recórrer la regió durant dos anys fins que van decidir dirigir-se a la ciutat d'Asunción en l'actual Paraguai. El grup es va dividir en dos: un aniria per terra i l'altre en embarcacions a través dels rius. Staden es va unir al segon grup que va anar per mar cap a la ciutat de Sant Vicent, amb l'objectiu de trobar un navili que li permetés arribar fins a Asunción. La nau en què viatjava va naufragar en les proximitats de Itanhaém, els ocupants van arribar a la platja i van aconseguir arribar caminant fins a Sant Vicent. Allà Staden és contractat com artiller pels colons portuguesos per defensar el fort de Sant Felip de Bertioaga que es trobava en les proximitats del poblat.
Dies després quan Staden es trobava en una expedició de caça, va ser fet presoner pels indis de la tribu tupinambá, i el porten a la vila de Ubatuba. Staden assegura que els indígenes tenien la clara intenció de devorar-lo a la següent festivitat. També ens afirma que va aconseguir una gran amistat amb un cap local, a qui va guarir d'una malaltia, això el va ajudar perquè els membres de la tribú li perdonessin la vida. Els portuguesos van tractar diverses vegades de pagar un rescat, però els indis no ho van acceptar.
Finalment va aconseguir escapar al vaixell francès Catherine de Vatteville, després de 9 mesos de captiveri. Arriba a les costes de Normandia a França el 22 gener 1555 i d'equí directament a la seva ciutat natal.